# Тюремная почта

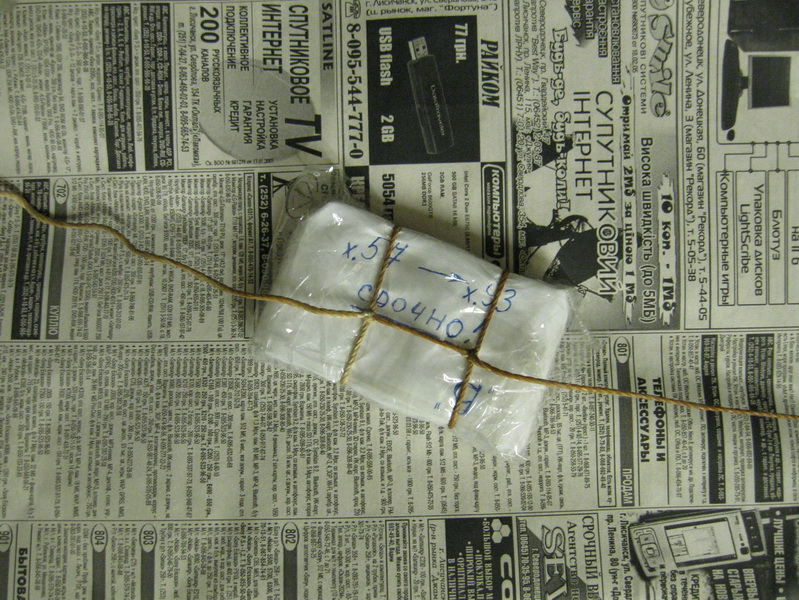
«Груз»

Тюремная почта — система механизмов («дорог»), предназначенная для передачи небольших по объёму (определяется размером ка́буры (отверстие в стене) или размером ячейки решёток) пакетов — «грузо́в» между камерами тюрем и следственных изоляторов (СИЗО) и многих других учреждений уголовно исправительной системы. «Груза́», как правило, содержат в себе переписку заключённых в виде небольших писем — «маля́в» или «мальков». Кроме этого, по почте передаются сигареты, чай, предметы первой необходимости и т. д. Тюремная почта создаётся и поддерживается исключительно заключёнными, и является натуральной peer-to-peer сетью в местах лишения свободы. так как общение между заключёнными разных камер противоречит принципам безопасности и Правилам внутреннего распорядка тюрем и СИЗО. За любую попытку установить межкамерную связь заключённые могут быть наказаны, вплоть до помещения в карцер.

## «Дороги»
Механизмы передачи тюремной почты на уголовном жаргоне называются «дорогами». Некоторые типы «дорог»:
- Дорога «по воздуху» или же «по погоде»;
- Дорога через ка́буру (межкамерную щель);
- Дорога «по-мокрухе» (через канализацию);
- Дорога по этапу ;
- Дорога «ногами» (через сотрудников ФСИН);
- Дорога «по продолу».

### Контрольные нитки (контрольки)
Перед началом дороги, обычно после ужина в СИЗО и прочих местах заключения подозреваемых и обвиняемых, по принципу духового оружия, используя свёрнутый лист бумаги А4 (судебное постановление или иной документ который осуждённый получил на руки) далее именуемый как «пушка» заключённые учреждений УИС выстреливают через окно камеры «на погоду» так называемую «контрольку» — представляющую собой «пулю» из хлеба или мыла, обёрнутую в полиэтилен и привязанную длинной нитью. Нитки подозреваемые и обвиняемые извлекают из одежды, шерстяных одеял и прочих предметов тюремного быта.
Некоторые пули т. н. «якоря» имеют в себе крюк-кошку из спичек или скрепок, для того чтобы захватывать пули выстрелянные на погоду другими подозреваемыми и обвиняемыми.

### Нитевая верёвка (конь)
После того как между камер установлена связь через контрольку, одна из камер в которой находится «конь» подвязывает к контрольке коня и спускает или поднимает в другую камеру. «конь» — это прочная верёвка, сшитая из множества нитей, часто из шерстяных свитеров подозреваемых и обвиняемых. На «коня» привязывается носок а иногда и 2-3 носка, в этих самых носках и осуществляется передача грузов методом перетягивания отрезка с носком из одной камер в другую. Передавать «грузы́» по системе «канатных дорог» звучит как «коней гонять».

### Дорога «по погоде»
Дорога «по погоде» представляет собой механизм связи между камерами посредством натянутых между окнами камер нитяных канатов, изготавливаемых из распущенных вязаных и трикотажных предметов одежды. Длина каната как минимум вдвое больше расстояния между камерами. Дорога «по воздуху» может связывать между собой камеры, находящиеся на значительном удалении друг от друга (порядка 50-70 м), в том числе в отдельно стоящих зданиях. Иногда из камеры в камеру передаются ценные вещи (тогда, обычно, передающая сторона спрашивает имя получателя). Такая передача называется «контрольной». Например, в Пресне и Бутырке такие посылки называли «курсовыми». Иногда их называют «прогонами». Например, воровской прогон (обращение вора к арестантам, про то как надо жить и кого из арестантов надо наказать за проступки и измену воровской жизни). Таковыми могут считаться переписка сообщников, «авторитетов», «смотрящих». Дорога «по погоде» может также связывать тюремную камеру с людьми по другую сторону забора («дорога со свободой»), — в основном для передачи запрещённых предметов.
Дороги «по погоде» действуют, как правило, только в тёмное время суток. Однако администрация некоторых тюрем закрывает глаза на работу почты «по воздуху», дабы заключённые не долбили ка́буры. В таких случаях дороги могут «ходить» круглосуточно (по крайней мере, в выходные дни).
Разновидностью дороги «по воздуху» является дорога по вентиляции, когда «конь» протягивается через металлические вентиляционные короба (при их наличии).

### Дорога «по продолу»
Одна из самых рискованных и крайних мер дороги, обычно осуществляется между камерами в которых установлено видеонаблюдение с видом на окно камеры, между камерами с глазками старого образца (7 на 20 см).
Продолом называется продольный коридор по обе стороны которого стоят двери камер. По продолу время от времени ходят дежурные, поэтому катают по нему достаточно редко и катают очень быстро и кооперативно.
Принцип налаживания дороги бывает разный, как прямое попадание из «пушки» в глазок камеры напротив, так и попадание в «удочку» камеры напротив (удочка делается из листов бумаги либо путём сваривания пластиковых корпусов ручек и бритвенных станков).

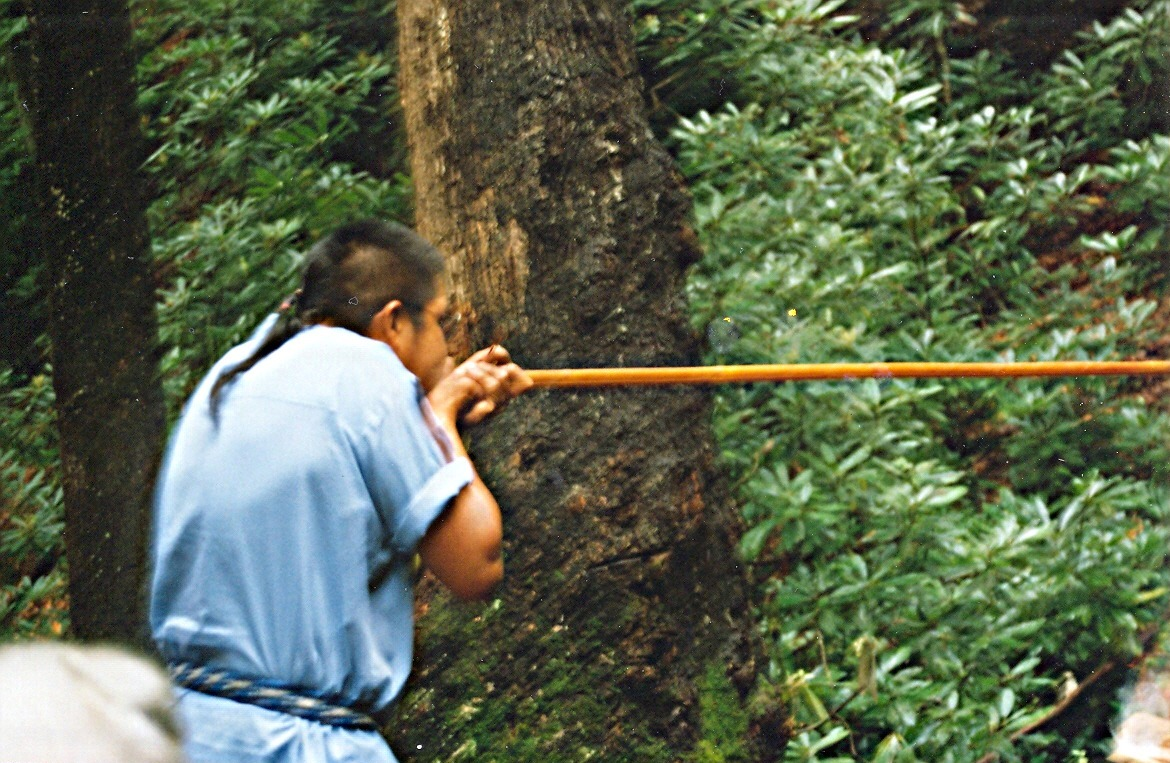
Индеец с духовым ружьём.

- Для налаживания дороги «по воздуху» заключённые берут газеты, сворачивают из них длинные трубки (по спирали). Для механической прочности бумага склеивается клейстером, приготовленным из хлебного мякиша и тщательно просушивается. При помощи двух таких трубок нить (канат) передаётся из камеры в камеру.
- Если необходимо наладить дорогу «по погоде» за тюремный забор «на волю» — из газет склеивается «духовое ружьё». Изготавливается из подручных материалов гарпун, к нему привязывается тонкая нить и зэк единомышленникам это «на волю» к ожидающим под забором дружбана́м. Они к тонкой нитке привязывают более прочную, затем ещё более прочный шнур из синтетических материалов. По такой «канатной дороге» могут быть переданы и тяжёлые ценные вещи, например сотовый телефон, а также алкогольные напитки. Для этого перерезается велосипедная камера и в трубку наливается водка, чаще всего этиловый спирт. Если у «авторитета» праздник, например день рождения — то может быть передан и коньяк.
  - Недостаток — данная дорога может существовать только до утра.
  - Может использоваться и рогатка (пока не отберут при обыске).

### Дорога через ка́буру
Дорога через ка́буру отличается от дороги по воздуху тем, что связь осуществляется между соседними камерами через отверстия в стенах (а также через отверстия в полу и потолке) камер, а также длиной самой «дороги» — зачастую предметы передаются из рук в руки. Изготовление отверстий (толщина стен составляет 0,5 — 1,0 м) процесс трудоёмкий, поэтому дорога через ка́буру, как правило, имеет место при трудностях в построении других дорог. Если в камере нет ка́буры — то первым делом в камере нужно сделать её. Камера, которая не заботится о том чтобы наладить «трассу» вызывает подозрения у братвы. Администрация всячески пытается пресекать порчу имущества, но почти всегда тщетно. Бурение кабуры идёт круглосуточно, организованно и по отлаженным схемам с использованием особого инструмента и методами отвлечения надзирателей. Инструментом чаще всего является ложка, черенком выскребают цементный раствор между кирпичами, кирпичи аккуратно расшатываются, вынимаются и затем опять устанавливаются на место. Местонахождение ка́буры тщательно маскируется, чтобы при «шмоне» (обыске) ничего не было заметно. Другими инструментами могут быть добытый зэками сварочный электрод, пустая консервная банка, нож, полотно от пилы, супинатор от ботинок.

### Дорога по воде
Дорога по воде («по-мокрухе») — механизм связи между камерами посредством нитяных канатов, протянутых через систему канализации. Имеет один недостаток — все «грузы» требуют герметичной упаковки. Это достигается путём запайки в целлофановые пакеты от сигарет, кофе, и тому подобного.
В канализацию (унитазов в большинстве камер нет, установлены чугунные напольные чаши для сидения на корточках) запускается мячик (изготовлен из подручных материалов) с привязанной к нему нитью. В другой камере (расположенной, естественно, ниже по течению канализации) ловят нить крючком. Администрация, зная о таких проделках, устанавливает в канализационных трубах ловушки.

### Дорога по этапу
Дорога по этапу представляет собой передачу чего-либо в процессе этапирования заключённых.
Прекрасно зная, что заключённые подвергаются обыску — «малявы» тщательно прячут, зашивая их в одежду, вкладывая в обувь, в личные предметы. В герметичной упаковке особо ценные послания могут быть проглочены или перевезены в прямой кишке («торпеда»). Такой «курьер» на этапе ничего не ест и мало пьёт. Конвоиры обращают повышенное внимание на подобное поведение. Зэ́чки могут перевозить «маля́вы» и во влагалище.

### Дорога «ногами»
Дорога «ногами» — передача чего-либо через людей, имеющих возможность перемещения по территории тюрьмы (СИЗО) или колонии и/или за их пределы; в том числе и сотрудников администрации. Ноги в системе арестантских кодов дороги имеют номер 55.

### Арестантские коды дороги
22 — Сигареты
35 — Сладкое
45 — Чай
55 — Ноги
10 — «Десятка на централе» — Код оглашается, когда комиссия УФСИН приезжает в СИЗО (все дороги расходятся, а все переговоры отменяются)
9 — Код оглашается для отмены 10
8 — «Восьмёрка» или «шмон» — обыск камеры.
Есть и множество других кодов.

### Правила маркирования грузов
На каждом грузе должна быть указана камера куда груз направляется и из какой камеры следует, обычно варианты записи следующие:
Вх 227 От 222 х — в «хату» (камеру) 227 от 222 «хаты»
Вх 227 Сх 222 — в «хату» 227 с «хаты» 222
Bx 227 / 222 х

Также существует правило обозначение камер по их принадлежности к тюремным кастам:
Чёрные — основная масса, буква х обозначающая их камеру подчёркивается одной прямой чертой.
Красные — осуждённые сотрудничающие с администрацией СИЗО, работающие в СИЗО, их камеры подчёркиваются волнистой линией.
Левые — осуждённые нетрадиционной сексуальной ориентации, либо осуждённые экстраординарных взглядов на жизнь, невменяемые осуждённые, грузы из их камер никак не подчёркиваются.

т. н. Котёл подчёркивается вместе с цифрами камеры где он заседает, котёл безвозмездно выдаёт всем камерам своей касты т. н. разгонные грузы, чаще всего 1го и 15го числа каждого месяца, грузы содержат: чай, конфеты, сигареты.